# 瓦塔穆海洋國家公園
瓦塔穆海洋國家公園是東非國家肯雅的國家公園，位於蒙巴薩以北約140公里，佔地10平方公里，成立於1968年，是該國最早成立的海岸公園之一，野生動物包括鯨鯊、鬼蝠魟、八爪魚、梭子魚、海龜等。